# Macaranga denticulata
Macaranga denticulata är en törelväxtart som först beskrevs av Carl Ludwig von Blume, och fick sitt nu gällande namn av Johannes Müller Argoviensis. Macaranga denticulata ingår i släktet Macaranga och familjen törelväxter. Inga underarter finns listade i Catalogue of Life.